# جامعة سوهاج
جامعة سوهاج (بالإنجليزية: Sohag University)‏ هي جامعة حاصلة علي جائزة اليوبيل الذهبي بمرور 50 عام لدخول التعليم الجامعي للمحافظة عن طريق إنشاء كلية التربية عام 1971.
وتقوم  الجامعة بدور مهم منذ إنشائها في دعم مسيرة التنمية والمشاركة في القضايا القومية بكل ما تملكه من قدرات بشرية وتقنية وخبرات مختلفة، وذلك من خلال إسهامات مراكزها ووحداتها ذات الطابع الخاص في خدمة المجتمع وتنمية البيئة، بما تقدمه من خدمات في المجالات المختلفة.

## التاريخ
- في عام 1971 بدأت الدراسة بكلية التربية كأول مركز للتعليم الجامعي في محافظة سوهاج.
- في عام 1975 تم إنشاء كليتي الآداب والعلوم.
- في عام 1980 تم إنشاء كلية التجارة وتحول هذا المركز إلي فرع جامعة أسيوط في سوهاج.
- في عام 1991 بدأ العمل بكلية الطب التي صدر بها قرار جمهوري سنة 1978.
- في عام 1995 أصبح فرع الجامعة في سوهاج فرع جامعة جنوب الوادي، ومركزها الرئيسي قنا.
- في عام 1996 أنشئت كلية الزراعة.
- في عام 2006 صدر القرار الجمهوري بإنشاء كليتي التعليم الصناعي والتمريض.
- في عام 2008 صدر القرار الجمهوري بإنشاء كليتي الهندسة والطب البيطري.
- في عام 2010 صدر قرار إنشاء كليتي الصيدلة والتربية الرياضية.
- في عام 2014 وافق مجلس جامعة سوهاج على إنشاء كلية طب الأسنان.
- في عام 2015 تم افتتاح كليتي الحقوق والالسن.
- في عام 2015 أنشئت كلية الآثار بقرار رئيس الوزراء رقم 3512 لسنة 2015.
- في عام 2019 أنشأت كلية الحاسبات والمعلومات ليصبح عدد كليات الجامعة 16 كلية بالإضافة إلى المعهد الفني للتمريض.[3]
- في عام 2020 أنشأت كلية التربية النوعية لتصبح الكلية رقم 17 بين كليات الجامعة.
- في عام 2020 وافق مجلس الوزراء على إضافة كلية الفنون التطبيقية والتراثية لجامعة سوهاج.[4]
- في عام 2021 وافق المجلس الأعلي للجامعات على إنشاء كلية الدراسات العليا والبحوث البيئية جامعة سوهاج.[5]

## الشعار
الشعار يتميز باللون الأصفر الزاهي ويتوسطه رأس الملك المينا الذي ينتمي إلي محافظة سوهاج يرتدي التاج المزدوج كما يوجد كُتيب صغير الحجم وتاريخ إنشاء الجامعة منذ فتحها، تدوين تاريخ الإنشاء بالتاريخ الميلادي حيث كانت بداية الجامعة في 2006 ميلادية كما يوجد اسم الجامعة عليه أيضاً، الشعار يجمع الشعار بين اللونين الأصفر والأبيض والقليل من اللون الأزرق والأحمر.

## الرؤساء
في 11 يونيو 2008، أصدر رئيس الجمهورية قراراً بتعيين الدكتور محمد سيد إبراهيم رئيساً لجامعة سوهاج.
في 06 أكتوبر 2011، تقدم الدكتور محمد سيد إبراهيم، رئيس جامعة سوهاج، تقدم باستقالته، إثر مظاهرات أعضاء هيئة التدريس، للمطالبة برحيل رئيس الجامعة وعمداء الكليات، وتم قبولها.
في مارس 2012، تم اختيار الدكتور نبيل نور الدين عبد اللاه رئيس للجامعة لمدة 4 أعوام وفقاً لاستطلاع للرأي، تم الاتفاق عليه بين أعضاء هيئة تدريس جامعة سوهاج، وبحضور أعضاء مجلسي الشعب والشورى في ذلك الوقت مع وزير التعليم العالي الأسبق، وشارك في هذا الاستطلاع أكثر من 1250 عضو هيئة تدريس ومعاونيهم.
في 15 أكتوبر 2017، أصدر رئيس الجمهورية، قرارًا جمهوريًا رقم 518 لسنة 2017، بتعيين الأستاذ الدكتور أحمد عزيز عبد المنعم شرف، رئيساً لجامعة سوهاج حتى تاريخ بلوغ الدكتور عزيز السن القانونية المقررة لإنهاء الخدمة في 4 يناير 2021.
في 4 أغسطس 2021، كرمت جامعة سوهاج الدكتور أحمد عزيز عبد المنعم رئيس الجامعة السابق، لانتهاء فترة رئاسته وبلوغه سن التقاعد.
في 25 أكتوبر 2021، اصدر رئيس الجمهورية قرار رقم 473 بتعيين الدكتور مصطفى عبد الخالق عبد اللاه عطية رئيسا لجامعة سوهاج حتى تاريخ بلوغه السن القانونية المقررة لانتهاء الخدمة وعلى وزير التعليم العالى والبحث العلمى تنفيذ القرار وتعيين الأستاذ الدكتور عبد الناصر ياسين محمد نائبا لرئيس جامعة سوهاج لشئون التعليم والطلاب لمدة أربع سنوات.
في 22 أغسطس 2023، أصدر رئيس الجمهورية، قرارًا بتعيين الدكتور حسان حمدي عبدالرحمن النعمانى رئيسًا لجامعة سوهاج لمدة أربع سنوات.
|   |                              | الكلية الأم | بداية الفترة | نهاية الفترة |
| - | ---------------------------- | ----------- | ------------ | ------------ |
| 1 | مصطفى محمد كمال              | كلية العلوم | 2007         | 2008         |
| 2 | محمد سيد إبراهيم             | كلية العلوم | 2008         | 2011         |
| 3 | نبيل نور الدين عبد اللاه     | كلية العلوم | 2011         | 2016         |
| 4 | أحمد عزيز عبد المنعم         | كلية العلوم | 2017         | 2021         |
| 5 | مصطفي عبد الخالق عبد اللاه   | كلية الطب   | 2021         | 2023         |
| 6 | حسان حمدي عبدالرحمن النعمانى | كلية الطب   | 2023         |              |

## التصنيفات
في 07 ديسمبر 2020، تم اختيار الجامعة ضمن أفضل خمس جامعات مستدامة في افريقيا، جاء ذلك طبقاً للتصنيف الدولي للجامعات صديقة البيئة والتي تطبق معايير الاستدامة، مضيفاً انها حصدت المرتبة رقم 496 عالمياً من بين 912 جامعة من مختلف دول العالم.
في 14 أكتوبر 2021، حافظت جامعة سوهاج للعام الثانى على التوالى بتواجدها ضمن أفضل الجامعات العربية في تصنيف الكيو إس للجامعات العربية، وظهرت جامعة سوهاج في الفئة 131-150.
في 09 مايو 2022، حصلت جامعة سوهاج على المركز 713 عالميًا بتصنيف سيماجو للمؤسسات لعام 2022، والذي يضم 8084 جامعة على مستوى العالم.
في 05 فبراير 2023، أعلن رئيس جامعة سوهاج أن الجامعة حققت تقدمًا كبيرًا هذا العام في تصنيف ويبوميتركس لجامعات العالم الصادر يناير 2023. وأوضح أن الجامعة قفزت 54 مركزًا على مستوى العالم في ستة أشهر مقارنة بالإصدار الأخير في يوليو 2022، و164 مركزًا على مستوى العالم مقارنة بنفس الفترة من العام السابق (يناير 2022).

## الحرم الجامعي
تتوزع كليات الجامعة علي موقعين:
- الموقع القديم في شرق محافظة سوهاج بمساحة 30 فدان تقريبًا، ويضم (الإدارة المركزية، كلية العلوم، كلية الطب البشري، كلية التمريض، المعهد الفني للتمريض، المستشفيات الجامعية).
- الموقع الجديد بمدينة سوهاج الجديدة والتي تبعد عن الجامعة القديمة حوالي 11 كم، بمساحة 1000 فدان (750 فدان للمباني و 250 فدان للمزارع)، ويضم (كلية التجارة، كلية التربية، كلية الآداب، كلية الزراعة، كلية الهندسة، كلية الطب البيطري، كلية التربية الرياضية، كلية الحقوق، كلية الألسن، كلية الحاسبات والذكاء الأصطناعي، كلية الصيدلة، ومركز المؤتمرات (قاعة قناة السويس الجديدة).

### الحرم الجامعي القديم بسوهاج
الموقع القديم في شرق مدينة سوهاج علي مساحة 30 فدان ويضم:
- الأدارة المركزية
- كلية العلوم
- كلية الطب البشري
- كلية التمريض
- كلية التربية النوعية
- المعهد الفني للتمريض
- المستشفيات الجامعية

### الحرم الجامعي الجديد بالكوامل
الموقع الجديد بمدينة سوهاج الجديدة علي مساحة 1000 فدان منها 750 للمباني و250 للمسطحات الحضراء ويضم:
- كلية التربية
- كلية الهندسة
- كلية الزراعة
- كلية الأداب
- كلية رياض الأطفال
- كلية التجارة
- كلية الحقوق
- كلية الاثار
- كلية الألسن
- كلية الطب البيطري
- كلية التربية الرياضية
- كلية طب الفم والأسنان
- كلية الحاسبات والمعلومات والذكاء الإصطناعي
- كلية الصيدلة
- مبنيي كلية علوم 1 وعلوم 2
- مبنى الإدارة المركزية
- مبني الفندق
- مبنى الإدارة الهندسية
- مركز المؤتمرات (قاعة قناة السويس الجديدة)
- معهد تكنولوجيا المعلومات

## الكليات
| الكلية                            | تاريخ الانشاء | الكلية                   | تاريخ الانشاء |
| --------------------------------- | ------------- | ------------------------ | ------------- |
| كلية التربية                      | 1971          | كلية الهندسة             | 2007          |
| كلية العلوم                       | 1975          | كلية الصيدلة             | 2013          |
| كلية الآداب                       | 1975          | كلية التربية الرياضية    | 2013          |
| كلية التجارة                      | 1980          | كلية الحقوق              | 2014          |
| كلية الطب                         | 1991          | كلية الألسن              | 2015          |
| كلية الزراعة                      | 1996          | كلية الآثار              | 2015          |
| المعهد الفنى للتمريض              | 1996          | كلية الحاسبات والمعلومات | 2019          |
| كلية التمريض                      | 2006          | كلية التربية النوعية     | 2020          |
| كلية التكنولوجيا والتعليم الصناعي | 2006          |                          |               |
| كلية الطب البيطري                 | 2007          |                          |               |

## المراكز

### مركز اللياقة البدنية
يوجد بمبنى المدينة الجامعية للطلاب بالحرم الجامعي القديم على مساحة 200 متر، وبتكلفة 800 ألف جنيه، وهو مجهز بعدد كبير من الأجهزة الرياضية الحديثة المتخصصة، وصالة خاصة للتخسيس وأخرى لتنس الطاولة.

### مركز اللغات والترجمة
يقدم جميع أعمال الترجمة المعتمدة والموثقة من الجامعة لدى الجهات الخارجية بأسعار تنافسية، ويقوم بالتدريب مختصين من المركز الثقافي البريطاني ومعهد “جوتا الألماني”، ومزود بعدد 3 قاعات رئيسية، ويقدم دورات متخصصة في عدد من اللغات المختلفة منها الإنجليزية، الفرنسية، الألمانية، الايطالية، إضافة إلى اللغة العربية واللغات الشرقية، كما ينظم دورات بخصم 50% للعاملين والطلاب.

### مركز ضمان الجودة
يقوم المركز بنشر ثقافة ومفاهيم ضمان الجودة وتأهيل الكليات والبرامج التعليمية للحصول على الاعتماد، وهو مزود بعدد من القاعات الرئيسية للتدريب تسع لعدد كبير من الطلاب، مشيراً إلى أن المركز قدم 500 دورة تدريبية لعدد 3000 متدرب منذ افتتاحه تجريبياً.

### مركز الجراحة التجريبية
يعد مركز بحثي متخصص في أمراض أورام الكبد والبنكرياس، بتمويل من صندوق العلوم والتنمية التكنولوجية، وهو يضم 10 معامل مزودة بأحدث أجهزة طبية وفريدة في العالم، وتجرى به أبحاث علمية على الحيوانات في مجال الكبد والبنكرياس والقنوات المرارية.

### مركز تنمية الموارد البشرية
يضم 7 قاعات تدريبية بسعة 350 دارس لخدمة العاملين والطلاب وتأهيلهم على علوم اللكمبيوتر واللغات المختلفة، إلى جانب تقديم الاستشارات الفنية والإدارية والمهنية للقطاعات المختلفة بالجامعة، وتزويد العاملين باختلاف مستوياتهم بالمعارف والمعلومات اللازمة للارتقاء بمستوى الأداء.

### مركز تنمية قدرات أعضاء هيئة التدريس
تأسس مركز تنمية قدرات أعضاء هيئة التدريس والقيادات في 1 يوليو 2007 كمخرج أساسي للمشروع القومي تنمية قدرات أعضاء هيئة التدريس والقيادات واستمراراً لتنفيذ أهدافه وغاياته كتبني حقيقي لجامعة سوهاج لهذه الأهداف والغايات لما تتوقعه الجامعة من مردودات إيجابية لهذه الغايات والأهداف وذلك من خلال تنفيذ مصفوفة من البرامج التدريبية التي تستهدف أعضاء هيئة التدريس ومعاونوهم والقيادات بجامعة سوهاج. مركز تنمية قدرات أعضاء هيئة التدريس والقيادات أصبح يستخدم تقنيات التدريب عن بعد في ظل الاجراءات الاحترازية التي تتخذها الدولة للتعايش مع جائحة كورونا.

### مركز القياس والتقويم
المركز يحتوي على 3 معامل وكل معمل به 20 جهاز ومدة الاختبار 15 دقيقة، الإختبارات التي تطبق نظام الاختبارات الإلكترونية حيث تم إحضار 300 جهاز كمبيوتر ليؤدي الطلاب الاختبارات من خلالها بالتماشى مع اتجاهات وزارة التعليم العالي في تعميم الاختبارات الإلكترونية بالجامعات لضمان دقة أداء ومخرجات الامتحانات.

### مركز التدريب علي نظم وتكنولوجيا المعلومات والاتصالات
مركز التدريب على نظم وتكنولوجيا المعلومات والاتصالات بجامعة سوهاج، أحد مشروعات تطوير التعليم العالي من خلال تنفيذ مبادرة رئيس الجمهورية للتحول الرقمي. ويعتبر أحد مشروعات التطوير الرائدة، في الجامعات المصرية 6 ركائز يعتمد عليها مركز التدريب علي نظم وتكنولوجيا المعلومات والاتصالات:
- مشروع تطوير البنية الأساسية لشبكة المعلومات بجامعة.
- مشروع تدريب أعضاء هيئة التدريس ومعاونيهم والعاملين على نظم وتكنولوجيا المعلومات.
- مشروع تطوير نظم المعلومات الادارية.
- مشروع المكتبات الرقمية.
- مشروع البوابة الالكترونية.
- مشروع التعلم الإلكتروني.

### مركز المعلومات والبيانات
المركز يعد حدث مهم وتطوير كبير في جميع القطاعات وبالأخص في قطاع شئون الطلاب والامتحانات، ويضم 5000 جهاز لتحميل جميع المقررات الدراسية على شبكة المعلومات وإتاحتها أمام جميع المستخدمين من الطلاب.

## الوحدات

### مبني الإدارة المركزي
مبنى الإدارة المركزية وملحقاتها، الذي يقع على مساحة 8500 م2 بتكلفة تتخطى 183.5 مليون جنيه، ويتكون من بدروم ودور أرضي و5 أدوار عليا، ويضم مكتب رئيس الجامعة، وقاعة مجلس جامعة سوهاج، وقاعات الاجتماعات الفرعية، إلى جانب مكاتب القيادات الجامعية والإدارات المختلفة.

### وحدة الإستدامة
هي وحدة هدفها تطوير العديد من برامج الاستدامة التي تعتمد على نشر الوعي البيئي والاستخدام الأمثل للموارد لكي يصبح حرمها حرماً نظيفاً ومحافظاً على معايير الاستدامة والبيئة الخضراء مثل المباني المستدامة، التقليل من استخدام وسائل النقل الملوثة للبيئة، ترشيد استهلاك الطاقة والمياه، الحفاظ على الغطاء الأخضر، تخفيض انبعاثات الكربون، الحد من الضوضاء، التخلص الآمن من النفايات، هذا بالإضافة الي التحول الرقمي لتقليل استخدام الورق والتوسع في مشروعات الطاقة الجديدة والمتجددة.
في 8 ديسمبر 2020، تم اختيار جامعة سوهاج ضمن أفضل خمس جامعات مستدامة في افريقيا، جاء ذلك طبقاً للتصنيف الدولي للجامعات صديقة البيئة والتي تطبق معايير الاستدامة، مضيفاً انها حصدت المرتبة رقم 496 عالمياً من بين 912 جامعة من مختلف دول العالم.

### الإدارة العامة للشئون الهندسية وإدارة المشروعات
وحدة إدارة مشروعات التطوير بالجامعة هي وحدة ذات طابع خاص، تتبع وحدة إدارة المشروعات بوزارة التعليم العالي إلى أن تستقل عنها عندما تقرر إدارة الجامعة إمكانية ذلك فيكون لها استقلال فني ومالي وإداري وتعتبر الوحدة ممثلة لإدارة الجامعة في متابعة تنفيذ المشروعات وأستمراريتها وممثلة لها في متابعة التصرف في مساهمة الجامعة للمشروعات.
مبنى الإدارة الهندسية هو مبنى مستقل متكامل مصمم وفق أحدث الطرز المعمارية الحديثة، يحقيق الأريحية والكفاءة في العمل لمتابعة تلك المشروعات ومقام على مساحة 930 متر مربع، بتكلفة تقديرية بلغت 19 مليون جنيه، ويتكون من بدروم وأرضي و 3 طوابق متكررة، ويضم قرابة 50 غرفة إدارية ومكتب، لخدمة 4 إدارات فرعية منها إدارة المنشاءات، الشئون المالية والإدارية، إدارة الصيانة، إدارة السيارات، وأن البدروم مخصص كمخازن، والطابق الثالث العلوي خاص بإدارة العقود وضبط الجودة وقاعة اجتماعات.

### وحدة الإدارة الطبية
تقوم وحدة الإدارة العامة للشئون الطبية برعاية طلاب الجامعة صحيا من أول يوم لالتحاقهم بالجامعة وحتى اعتماد نتيجة السنة الاخيرة ونجاح الطالب بها وتستمر الخدمات الطبية خلال العام الدراسى والاجازات البينية بين السنوات.

## المستشفيات

### المستشفي الجامعي القديم
وتتكون من:
- مستشفى الإستقبال والطوارئ والإصابات والعنايات المركزة والحالات الحرجة.
- مبنى العيادات الخارجية.
- مستشفى العلاج المجانى.
- مستشفى العلاج بأجر.
- مستشفى علاج الأورام.
- المركز الطبى الحضرى بمدينة سوهاج الجديدة.

### مستشفى جراحات القلب والصدر والمخ والأعصاب
- مبنى المستشفى يقام على مساحة 1400م2، ويتكون من 7 طوابق وبدروم ودور أرضي، وبطاقة استيعابية 163 سريرًا، كما يحتوي على 8 غرف عمليات و3 غرف عناية مركزة، تضم 47 سرير عناية مركزة و12 غرفة عمليات، بالإضافة إلى العديد من الأقسام والتخصصات.[54][55]

### مستشفي سوهاج الجامعي الجديد
- مقسم إلى 3 مباني، الأول يضم قسم الاستقبال والعيادات الخارجية والثاني المبنى التعليمي وكلية الطب البشري والثالث مبنى الخدمات ويشمل كل الخدمات التي تقدمها المسشتفى.[56]

- تكلف إنشاء المستشفي مليار و200 مليون جنيه، وتم فرشه من أجهزة طبية ومكاتب،[57] وتتسع المسشتفى لـ 286 سريرا من بينها قسم خاص بالعيادات الخارجية بجانب 50 سرير عناية مركزة و12 غرفة عمليات و12 غرفة عمليات جراحية كبرى وصغرى كما يضم 47 وحدة عناية مركزة ووحدات غسيل كلوي للأطفال والكبار.[58]

### مستشفى شفاء الأطفال بسوهاج
المقالة الرئيسة: مستشفى شفاء الأطفال بسوهاج
- المستشفى مقام على مساحة 6.6 فدان بمركز خدمات مدينة سوهاج الجديدة، وتتكون من 7 طوابق بسعة 263 سريرا.
- يشمل المبنى " بدروم، دور أرضي، 6 أدوار متكررة، بجانب المسطحات الخضراء، وملحقات المبنى اللازمة للتشغيل، كما يحتوي المستشفى على " وحدة غسيل كلوي، وحدة مناظير، غرف عمليات وعلاج كيماوي، عناية مركزة، عيادات خارجية".[59]

### مستشفي الحروق الجامعي
- في 24 مايو 2024، كشف الدكتور رئيس جامعة سوهاج، عن الموافقة على تخصيص مساحة 10 آلاف متر لتكون تابعة لمستشفيات سوهاج الجامعية، وذلك لإنشاء مستشفى متخصص في علاج الحروق بجوار مستشفى الطوارئ والإصابات بمدينة سوهاج الجديدة.[60]
- المستشفى ستضم 30 سرير عناية مركزة، و70 سرير إقامة مرضي، كما ستضم قسم طوارئ ووحدة فحص، وقسم غيارات الحروق، ووحدة علاج طبيعي، و4 غرف عمليات، وقسم خاص بالمعامل (كيمياء – صناعة- أخذ عينات- هيماتولوجي)، إلى جانب بنك الدم، والأقسام الإدارية، وقاعة للإجتماعات واللقاءات العلمية، والصيدلية، والمغسلة، وغرف التعقيم.[61]